# Adèle Bourgeois
 (septembre 2024).
Adèle Bourgeois ou Adèle Bourgeois-Lacerte (1870-1935) est une écrivaine, compositrice et librettiste canadienne de langue française (franco-ontarienne) qui a rédigé des romans, des pièces de théâtre, des recueils de contes, des poèmes, des opérettes, des saynètes et des pièces de musique. Elle a signé des ouvrages écrits sous les pseudonymes « A. B. Lacerte » ou « Léda ».

## Biographie
Adèle Bourgeois est née sous le nom Emma-Adèle Bourgeois le 5 juin 1870 à Saint-Hyacinthe, Québec, au Canada.
Adèle Bourgeois est morte le 21 mai 1935.

## Romans
- La Gardienne du Phare[7]
- Némoville, 1917 [lire en ligne]
- L’ange de la caverne, 1922 [[lire=https://fr.wikisource.org/wiki/L’ange_de_la_caverne lire en ligne]]
- Le spectre du ravin, 1924 [lire en ligne]
- Roxane, 1924 [lire en ligne]
- L’ombre du beffroi, 1925 [lire en ligne]
- Le bracelet de fer, 1926 [lire en ligne]
- Le mystérieux Monsieur de l’Aigle, 1928 [lire en ligne]
- Bois-Sinistre, 1929 [lire en ligne]
- L’homme de la maison grise, 1933 [lire en ligne]